# ハサン2世グランプリ
ハサン2世グランプリ（Grand Prix Hassan II）は、モロッコ・マラケシュで開催されているATPツアートーナメントである。2016年まではカサブランカにある「アル・アマル競技場」にて、当時の同国国王であったハサン2世の名を冠して開催されていた。
現在アフリカ大陸で開催されている唯一のATPツアートーナメントとしても知られている。2008年までの大会グレードはインターナショナルシリーズ、2009年からの新ツアー制度後は250シリーズに属する。

## 大会歴代優勝者
| ATPチャレンジャーツアー |
| ATPツアー               |

### シングルス
| 年     | 優勝者                         | 準優勝者                       | 決勝結果           |
| ------ | ------------------------------ | ------------------------------ | ------------------ |
| 1986年 | ハンス・シュワイヤー           | ヨルゲン・ウィンダル           | 6-3, 6-3           |
| 1987年 | ローソン・ダンカン             | マッシミリアーノ・ナルドゥッチ | 7-5, 6-1           |
| 1988年 | ヨセフ・シハク                 | ダビド・デ・ミゲル             | 6-4, 6-2           |
| 1989年 | タリク・ベンハビレス           | マルク・クーフェルマンス       | 7-6, 6-3           |
| 1990年 | トーマス・ムスター             | ギリェルモ・ペレス・ロルダン   | 6-1, 6-7, 6-2      |
| 1991年 | 開催なし                       | 開催なし                       | 開催なし           |
| 1992年 | ギリェルモ・ペレス・ロルダン   | ジェルマン・ロペス             | 2-6, 7-5, 6-3      |
| 1993年 | ギリェルモ・ペレス・ロルダン   | ユーネス・エルアノーウィ       | 6-4, 6-3           |
| 1994年 | レンゾ・フルラン               | カリム・アラミ                 | 6-2, 6-2           |
| 1995年 | ジルバート・シャラー           | アルベルト・コスタ             | 6-4, 6-2           |
| 1996年 | トマス・カルボネル             | ジルバート・シャラー           | 7-5, 1-6, 6-2      |
| 1997年 | ヒシャム・アラジ               | フランコ・スキラーリ           | 3-6, 6-1, 6-2      |
| 1998年 | アンドレア・ガウデンツィ       | アレックス・カラトラバ         | 6-4, 5-7, 6-4      |
| 1999年 | アルベルト・マーティン         | フェルナンド・ビセンテ         | 6-3, 6-4           |
| 2000年 | フェルナンド・ビセンテ         | セバスチャン・グロジャン       | 6-4, 4-6, 7-6      |
| 2001年 | ギリェルモ・カナス             | トミー・ロブレド               | 7-5, 6-2           |
| 2002年 | ユーネス・エルアノーウィ       | ギリェルモ・カナス             | 3-6, 6-3, 6-2      |
| 2003年 | ジュリアン・ブテー             | ユーネス・エルアノーウィ       | 6-2, 2-6, 6-1      |
| 2004年 | サンティアゴ・ベントゥーラ     | ドミニク・フルバティ           | 6-3, 1-6, 6-4      |
| 2005年 | マリアノ・プエルタ             | フアン・モナコ                 | 6-4, 6-1           |
| 2006年 | ダニエレ・ブラッチアリ         | ニコラス・マスー               | 6-1, 6-4           |
| 2007年 | ポール＝アンリ・マチュー       | アルベルト・モンタニェス       | 6-1, 6-1           |
| 2008年 | ジル・シモン                   | ジュリアン・ベネトー           | 7-5, 6-2           |
| 2009年 | フアン・カルロス・フェレーロ   | フローラン・セラ               | 6-4, 7-5           |
| 2010年 | スタン・ワウリンカ             | ビクトル・ハネスク             | 6-2, 6-3           |
| 2011年 | パブロ・アンドゥハル           | ポティート・スタラーチェ       | 6-1, 6-2           |
| 2012年 | パブロ・アンドゥハル           | アルベルト・ラモス             | 6-1, 7-6(7-5)      |
| 2013年 | トミー・ロブレド               | ケビン・アンダーソン           | 7-6(8-6), 4-6, 6-3 |
| 2014年 | ギリェルモ・ガルシア＝ロペス   | マルセル・グラノリェルス       | 5-7, 6-4, 6-3      |
| 2015年 | マルティン・クリザン           | ダニエル・ヒメノ＝トラベル     | 6-2, 6-2           |
| 2016年 | フェデリコ・デルボニス         | ボルナ・チョリッチ             | 6-2, 6-4           |
| 2017年 | ボルナ・チョリッチ             | フィリップ・コールシュライバー | 5-7, 7-6(7-3), 7-5 |
| 2018年 | パブロ・アンドゥハル           | カイル・エドマンド             | 6-2, 6-2           |
| 2019年 | ブノワ・ペール                 | パブロ・アンドゥハル           | 6-2, 6-3           |
| 2020年 | 開催中止                       | 開催中止                       | 開催中止           |
| 2021年 | 開催中止                       | 開催中止                       | 開催中止           |
| 2022年 | ダビド・ゴファン               | アレックス・モルチャン         | 3-6, 6-3, 6-3      |
| 2023年 | ロベルト・カルバリェス・バエナ | アレクサンドル・ミュレ         | 4-6, 7-6(7-3), 6-2 |
| 2024年 | マッテオ・ベレッティーニ       | ロベルト・カルバリェス・バエナ | 7-5, 6-2           |
| 2025年 | ルチアーノ・ダルデリ           | タロン・フリークスポール       | 7-6(7-3), 7-6(7-4) |

### ダブルス
| 年     | 優勝者                                              | 準優勝者                                              | 決勝結果         |
| ------ | --------------------------------------------------- | ----------------------------------------------------- | ---------------- |
| 1986年 | アグスティン・モレノ ラリー・スコット               | トレ・マイネッケ Ricki Osterthun                      | 7-5, 6-2         |
| 1987年 | ホセ・ロペス・マエソ アルベルト・トウス             | マッシモ・シエロ アレッサンドロ・デ・ミニシス         | 7-6, 6-2         |
| 1988年 | ヨセフ・シハク シリル・スーク                       | アルノー・ブッチ デニス・ランガスケンス               | 6-2, 6-0         |
| 1989年 | ヤロスラフ・ブラント リカルド・フォーゲル           | リボール・ピメク フローリン・セルガチェアヌ           | 6-1, 6-3         |
| 1990年 | トッド・ウッドブリッジ サイモン・ユール             | ポール・ハーフース マルク・クーフェルマンス           | 6-3, 6-1         |
| 1991年 | 開催なし                                            | 開催なし                                              | 開催なし         |
| 1992年 | オラシオ・デ・ラ・ペーニャ ホルヘ・ロザノ           | ガーツ・ゼルデ T.J.ミドルトン                         | 2-6, 6-4, 7-6    |
| 1993年 | マイク・バウアー ピート・ノーバル                   | Girts Dzelde ゴラン・プルピッチ                       | 7-5, 7-6         |
| 1994年 | デビッド・アダムズ メノ・オースティング             | クリスティアン・ブランディ フェデリコ・モルデガン     | 6-3, 6-4         |
| 1995年 | トマス・カルボネル フランシスコ・ロイグ             | エマニュエル・コウト ジョアン・クーニャ・シルバ       | 6-4, 6-1         |
| 1996年 | イジー・ノバク ダビッド・リクル                     | トマス・カルボネル フランシスコ・ロイグ               | 7-6, 6-3         |
| 1997年 | ジョアン・クーニャ・シルバ ヌーノ・マルケス         | カリム・アラミ ヒシャム・アラジ                       | 7-6, 6-2         |
| 1998年 | アンドレア・ガウデンツィ ディエゴ・ナルギソ         | クリスティアン・ブランディ フィリッポ・メッソーリ     | 6-4, 7-6         |
| 1999年 | フェルナンド・メリジェニ ジェイミー・オンシンス     | マッシモ・アルディンギ ヴィンチェンゾ・サントパードレ | 6-2, 6-3         |
| 2000年 | アルノー・クレマン セバスチャン・グロジャン         | ラース・ブルクスミュラー アンドリュー・ペインター     | 7-6, 6-4         |
| 2001年 | マイケル・ヒル ジェフ・タランゴ                     | パブロ・アルバノ デビッド・マクファーソン             | 7-6, 6-3         |
| 2002年 | ステファン・フース マイルス・ウェイクフィールド     | マルティン・ガルシア ルイス・ロボ                     | 6-4, 6-2         |
| 2003年 | フランティシェク・チェルマク レオシュ・フリードル   | デヴィン・ボウエン アシュリー・フィッシャー           | 6-3, 7-5         |
| 2004年 | エンゾ・アルトーニ フェルナンド・ビセンテ           | イブ・アレグロ ミヒャエル・コールマン                 | 3-6, 6-0, 6-4    |
| 2005年 | フランティシェク・チェルマク レオシュ・フリードル   | マルティン・ガルシア ルイス・オルナ                   | 6-4, 6-3         |
| 2006年 | ユリアン・ノール ユルゲン・メルツァー               | ミヒャエル・コールマン アレクサンダー・ワスケ         | 6-3, 6-4         |
| 2007年 | ジョーダン・カー ダビド・シュコッホ                 | ルカシュ・クボット オリバー・マラチ                   | 7-6, 1-6, [10-4] |
| 2008年 | アルベルト・モンタニェス サンティアゴ・ベントゥーラ | ジェームス・セレターニ トッド・ペリー                 | 6-1, 6-2         |
| 2009年 | ルカシュ・クボット オリバー・マラチ                 | シーモン・アスペリン ポール・ハンリー                 | 7-6, 3-6 [10-6]  |
| 2010年 | ロベルト・リンドステット ホリア・テカウ             | ロハン・ボパンナ アイサム＝ウル＝ハク・クレシ         | 6-2, 3-6, [10-7] |
| 2011年 | ロベルト・リンドステット ホリア・テカウ             | コリン・フレミング イゴル・ゼレナイ                   | 6-2, 6-1         |
| 2012年 | ダスティン・ブラウン ポール・ハンリー               | ダニエレ・ブラッチャーリ ファビオ・フォニーニ         | 7-5, 6-3         |
| 2013年 | ユリアン・ノール フリップ・ポラーシェク             | ダスティン・ブラウン クリストファー・カス             | 6-3, 6-2         |
| 2014年 | ジャン＝ジュリアン・ロイヤー ホリア・テカウ         | トマシュ・ベドナレク ルーカス・ドロウヒー             | 6-2, 6-2         |
| 2015年 | ラミーズ・ジュネイド アディル・シャマスディン       | ロハン・ボパンナ フロリン・メルジェ                   | 6-3, 1-6, [10-8] |
| 2016年 | ギリェルモ・ドゥラン マキシモ・ゴンサレス           | マリン・ドラガニャ アイサム＝ウル＝ハク・クレシ       | 6-2, 3-6, [10-6] |
| 2017年 | ドミニク・イングロット マテ・パビッチ               | マルセル・グラノリェルス マルク・ロペス               | 6-4, 2-6, [11-9] |
| 2018年 | ニコラ・メキッチ アレクサンダー・ペヤ               | ブノワ・ペール エドゥアール・ロジェ＝バセラン         | 7-5, 3-6, [10-7] |
| 2019年 | ユルゲン・メルツァー フランコ・スクゴール           | マトヴェ・ミドルクープ フレデリック・ニールセン       | 6-4, 7-6(8-6)    |
| 2020年 | 開催中止                                            | 開催中止                                              | 開催中止         |